# Уинкотт, Джефф
Дже́ффри Го́вард Пье́ро Уи́нкотт (англ. Jeffrey Howard Piero Wincott, род. 8 мая 1956, Канада) — американский и канадский актёр, атлет и мастер боевых искусств.

## Биография
Родился 8 мая 1956 года в Канаде, в Торонто (провинция Онтарио). Отец, Уильям (англичанин), мать, Лючия (итальянка). Средний брат из трёх. Младший брат Джеффа, Майкл, также актёр.
С 21 июня 2003 г. супруга Шарлотта (певица и автор песен). 30 ноября 2009 г. родился сын Вольфганг Энтони Уинкотт (англ. Wolfgang Anthony Wincott).
Уинкотт имеет чёрный пояс по тхэквондо.

## Фильмография
| Год       |    | Русское название                                     | Оригинальное название                     | Роль                     |
| --------- | -- | ---------------------------------------------------- | ----------------------------------------- | ------------------------ |
| 1985—1989 | с  | Ночная жара                                          | Night Heat                                | детектив Фрэнк Джамбоне  |
| 1992      | ф  | Смертельная ставка                                   | Deadly Bet                                | Анжело                   |
| 1992      | ф  | Комендантский час 2: Под прикрытием                  | Martial Law II: Undercover                | детектив Шон Томпсон     |
| 1992      | ф  | Миссия правосудия                                    | Mission Of Justice                        | Курт Харрис              |
| 1993      | ф  | Бой не по правилам                                   | Martial Outlaw                            | Кевин Уайт               |
| 1994      | ф  | Машина для убийства                                  | The Killing Machine                       | Харлин Гарретт           |
| 1995      | ф  | Последний оставшийся в живых                         | Last Man Standing                         | детектив Курт Беллмор    |
| 1995      | ф  | Донор                                                | The Donor                                 | Билли Касл               |
| 1998      | ф  | Универсальный солдат 2:Братья по оружию              | Universal Soldier II:Brathers in Arms     | Эрик Деверо / GR05       |
| 1998      | ф  | Универсальный солдат 3:Неоконченное дело             | Universal Soldier III:Unfinished Business | Эрик Деверо / GR87       |
| 2007      | ф  | Вторжение                                            | The Invasion                              | полицейский              |
| 2008—2008 | с  | Прослушка, эпизод «-30-»                             | The Wire                                  | Джонни Уивер             |
| 2008—2008 | с  | Сыны анархии, эпизод «Seeds»                         | Sons of Anarchy                           | Джимми Какузза           |
| 2009—2009 | с  | Холм одного дерева, эпизод «Some Roads Lead Nowhere» | One Tree Hill                             | адвокат                  |
| 2009—2009 | с  | До смерти красива, эпизод «Dead Model Walking»       | Drop Dead Diva                            | заведующий безопасностью |
| 2010      | ф  | Неуправляемый                                        | Unstoppable                               | Джесси, брат Уилла       |
| 2011—2011 | с  | В поле зрения, эпизод «The Fix»                      | Person of Interest                        | лейтенант Аллан Гилмор   |
| 2012—2012 | с  | Сыны анархии, эпизод «Andare Pescare»                | Sons of Anarchy                           | Джимми Какузза           |
| 2012—2012 | с  | Хорошая жена, эпизод «Battle of the Proxies»         | The Good Wife                             | Тим Ресник               |
| 2012—2012 | с  | Голубая кровь, эпизод «Family Business»              | Blue Bloods                               | капитан Манкузо          |
| 2013      | ки | Grand Theft Auto V                                   | Grand Theft Auto V                        | Кейси                    |